# Château de Vieillecour
Pour l’article ayant un titre homophone, voir Château de Vieille Cour (Oudon) en Loire-Atlantique.
Le château de Vieillecour est un château français implanté sur la commune de Saint-Pierre-de-Frugie dans le département de la Dordogne, en région Nouvelle-Aquitaine.
Il fait l'objet d'une protection au titre des monuments historiques.

## Présentation
Le château de Vieillecour se situe en Périgord vert, deux kilomètres au nord-est du bourg de Saint-Pierre-de-Frugie, en bordure de la route départementale 67 et à proximité de la Valouse. C'est une propriété privée.
Il se présente sous la forme d'un quadrilatère incomplet bordé de douves sèches sur deux côtés. L'enceinte, ponctuée de cinq tours rondes et d'une tour carrée, a conservé ses mâchicoulis.
Il est inscrit au titre des monuments historiques depuis le 4 octobre 1946.

## Historique
Sur les lieux où pourrait être né saint Vaast, le château de Vieillecour est bâti au XIIe siècle.
Après avoir été grièvement blessé au siège de Châlus, Richard Cœur de Lion, y aurait trouvé refuge en 1199, six jours avant de mourir.
En 1372, lors de la guerre de Cent Ans, Bertrand Du Guesclin y installe sa garnison pour plusieurs semaines, après avoir repris Saint-Pierre-de-Frugie aux Anglais.
Le château, remanié du XVe au XVIIe siècle, se transforme en château d'agrément, perdant ainsi sa fonction défensive.
En 1576, Jehan de Maulmont le vend à François de Laige, avant que le domaine passe successivement à Louis de Stuard de Caussade en 1598, à Jean du Glenest en 1650, puis à Jean Mosnier de Planeau en 1665.
Le château est plus tard acquis par Marie Sohier (1885-1963), déjà propriétaire du château de La Meynardie, à La Coquille. Petite-fille du préfet Adrien Sohier (1815-1911), Marie Sohier était l'épouse de Marcel Rolland de Ravel (1882-1968), officier d'infanterie et maire de Saint-Pierre-de-Frugie.
Au cours de la seconde moitié du XXe siècle, il a été la propriété de l'architecte Armand Lejeune (1918-2006)[réf. nécessaire].
En 2022, les nouveaux propriétaires ouvrent une partie du domaine en location de gîtes.

## Galerie

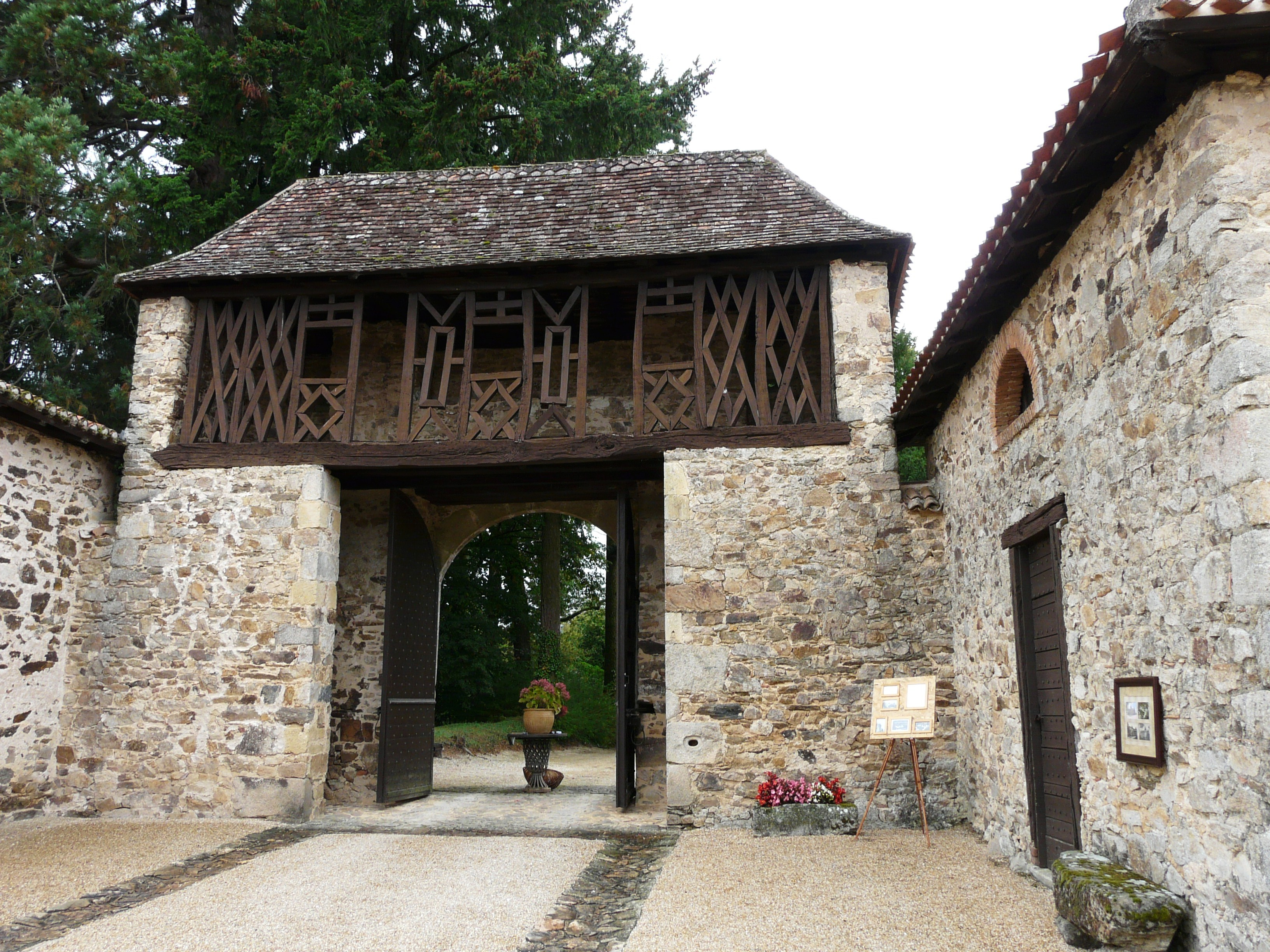
Le châtelet d'entrée.
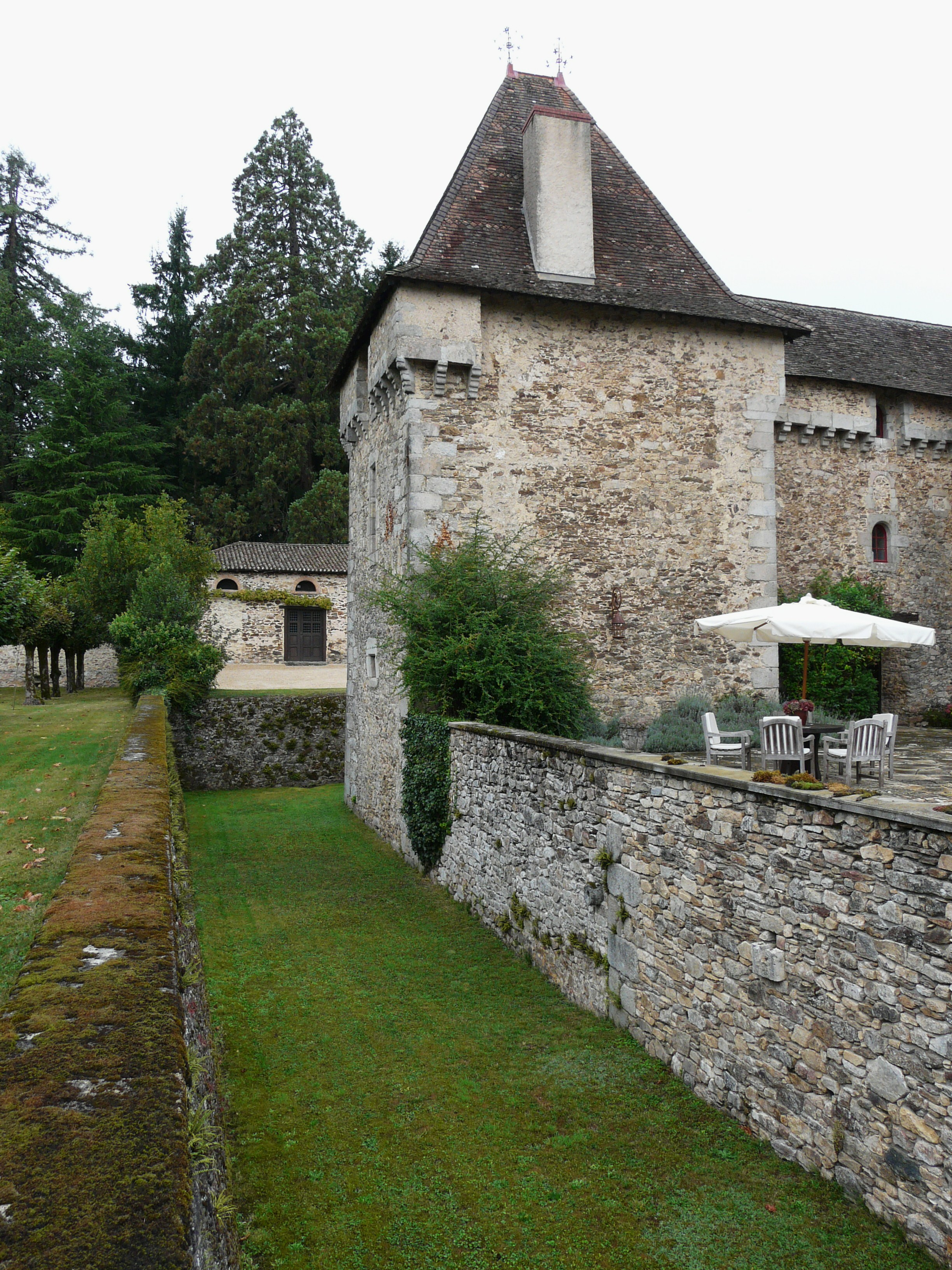
Les douves asséchées.
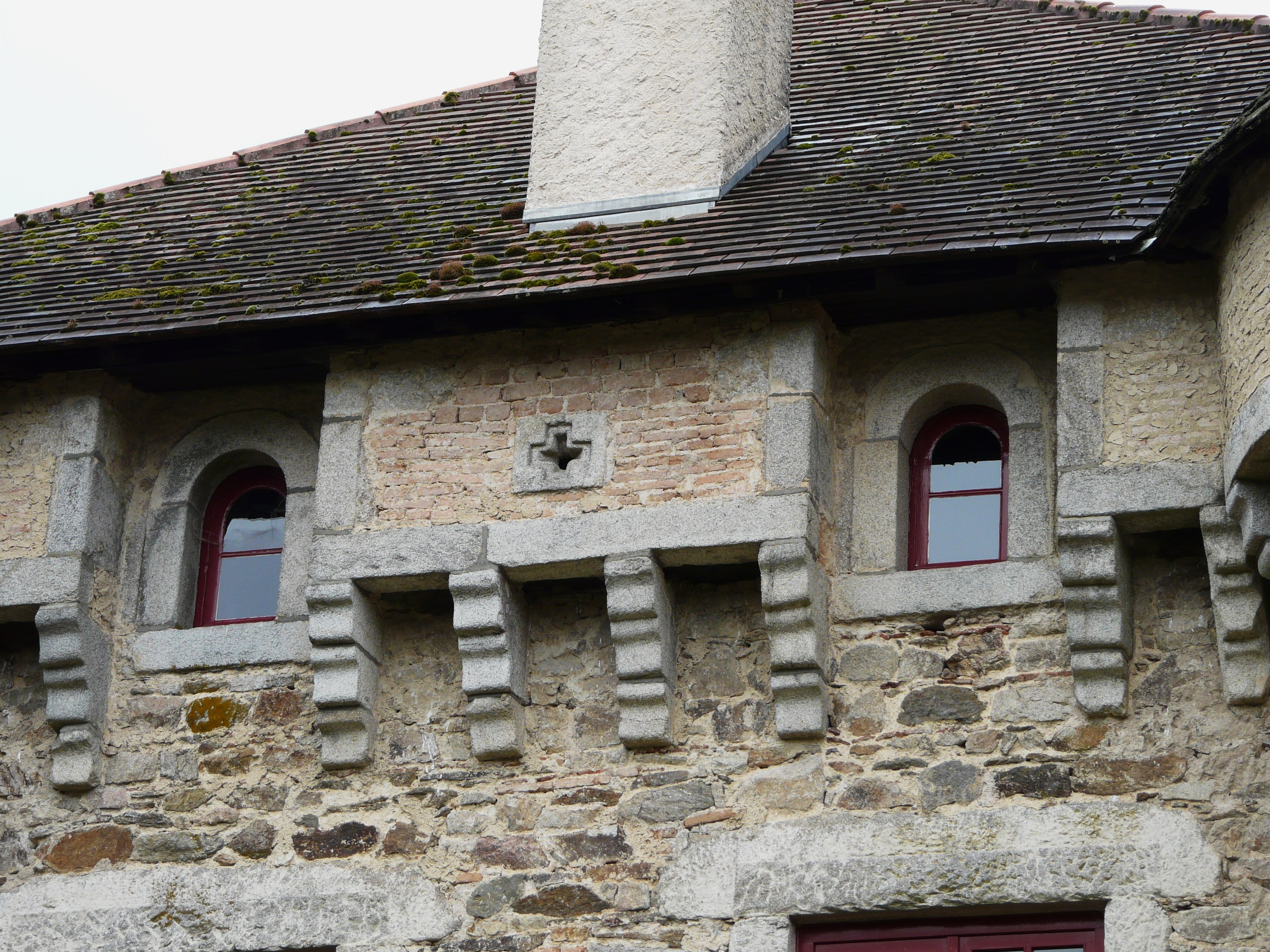
Détail des mâchicoulis.
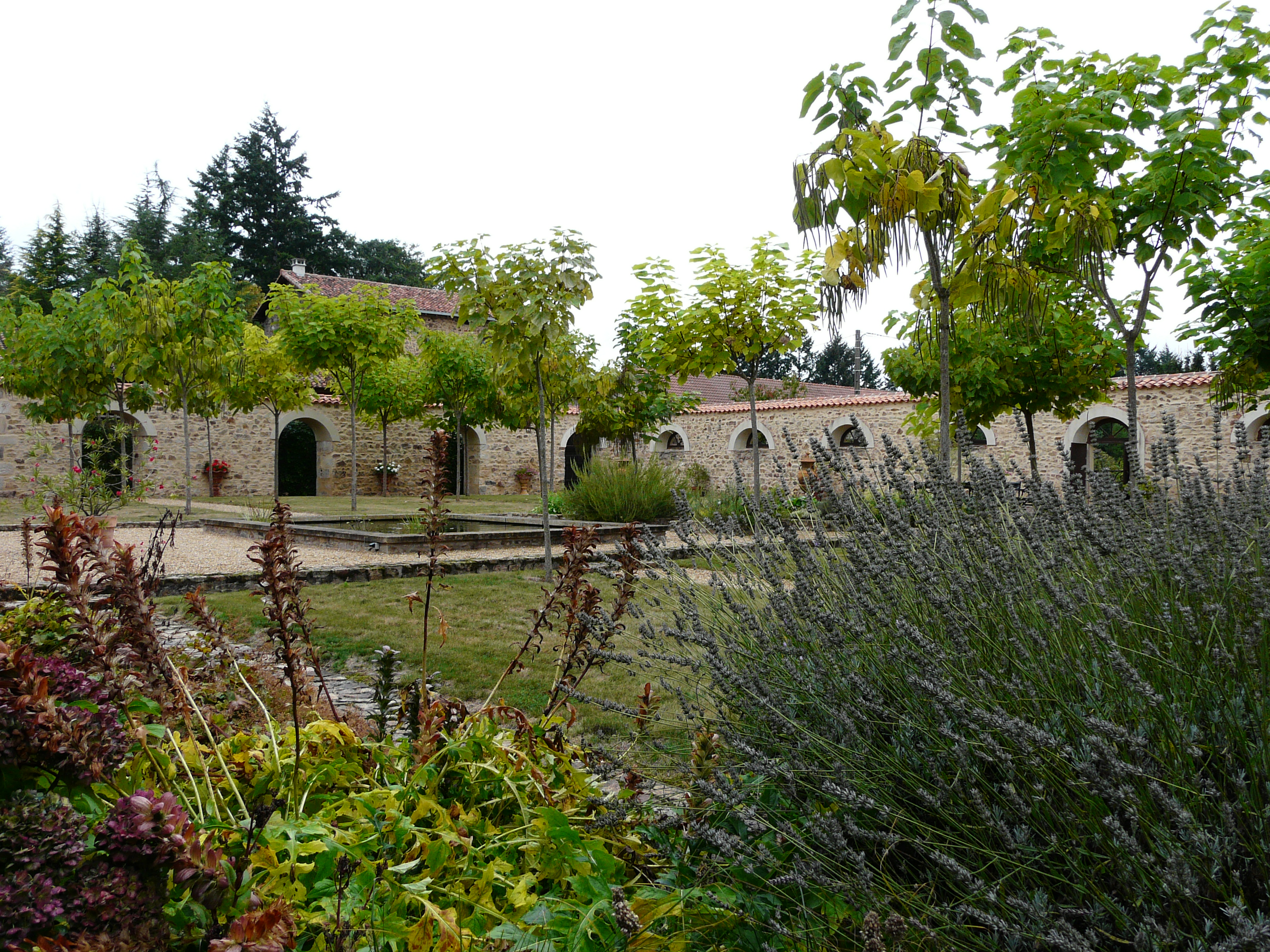
Les jardins.